# Sam Andrew
Sam Houston Andrew III (* 18. Dezember 1941 in Taft, Kalifornien; † 12. Februar 2015 in San Francisco) war ein amerikanischer Musiker, Sänger, Songwriter, Komponist, Künstler, Gitarrist und Gründungsmitglied der Gruppe Big Brother and the Holding Company. Andrew konnte im Laufe seiner Karriere als Musiker und Komponist mit drei Alben den Platin-Status erreichen. Außerdem war er an zwei Hitsingles beteiligt. Seine Lieder wurden in den Soundtracks zahlreicher großer Filmproduktionen und Dokumentationen verwendet. Er verstarb aufgrund von Komplikationen während einer Herzoperation.

## Musikalische Karriere
Andrew zeigte schon als Kind musikalisches Talent und Interesse. So wurde er im Alter von 17 Jahren Mitglied in der Band „Cool Notes“ und trat wöchentlich in seiner eigenen Fernseh-Show auf. Nachdem er die High-School beendet hatte, schrieb er sich an der Universität von San Francisco ein. In dieser Zeit beschäftigte er sich stark mit der damaligen Folk-Musik-Szene.
Als er nach einem zweijährigen Aufenthalt in Europa Peter Albin kennenlernte, fand er seinen Weg in die Band Big Brother and the Holding Company. Aufgrund seiner Fähigkeiten als Songwriter schrieb Andrew viele Lieder für die Band und verblieb bis zu seinem krankheitsbedingten Rücktritt im Jahr 2015 in der Position des musikalischen Leiters.
Im Dezember 1968 verließ Sam Andrew zusammen mit Janis Joplin die Band, um die Gruppe Kozmic Blues Band zu bilden. Andrew kehrte jedoch nach neun Monaten zu Big Brother and the Holding Company zurück.
Als die Band sich 1972 auflöste, zog Andrew nach New York, um dort Harmonielehre und Kontrapunkt an der New School for Social Research als auch Komposition an der Mannes School of Music zu studieren. In dieser Zeit komponierte er zahlreiche Filme in den USA und Kanada und schrieb zwei Streichquartette und eine Symphonie.
Nach acht Jahren zog er zurück nach San Francisco und begann Klarinette und Saxophon zu spielen. Nachdem sich Big Brother and the Holding Company 1987 wiedervereinigten wurde auch Andrew wieder aktiv in der Gruppe und ging anschließend in den 1990er Jahren mit ihnen auf Tour. Parallel dazu ging er mit The Sam Andrew Band, seinem Solo-Projekt, in Nordamerika auf Tour.
Abgesehen davon spielte er einige Auftritte mit den Bands Moby Grape und The Former Members. Neben vereinzelten Auftritten in den Jahren 1992, 1993 und 2009 war Andrew musikalischer Leiter des Musicals Love, Janis, welches das Leben von Janis Joplin porträtierte.